# Balloy
Balloy és un municipi francès, situat al departament del Sena i Marne i a la regió d'Illa de França. L'any 2007 tenia 337 habitants.
Forma part del cantó de Provins, del districte de Provins i de la Comunitat de comunes Bassée-Montois.

## Demografia

### Població
El 2007 la població de fet de Balloy era de 337 persones. Hi havia 128 famílies, de les quals 36 eren unipersonals (12 homes vivint sols i 24 dones vivint soles), 44 parelles sense fills, 44 parelles amb fills i 4 famílies monoparentals amb fills.
La població ha evolucionat segons el següent gràfic:
Habitants censats

### Habitatges
El 2007 hi havia 157 habitatges, 135 eren l'habitatge principal de la família, 19 eren segones residències i 3 estaven desocupats. Tots els 157 habitatges eren cases. Dels 135 habitatges principals, 124 estaven ocupats pels seus propietaris, 7 estaven llogats i ocupats pels llogaters i 4 estaven cedits a títol gratuït; 5 tenien dues cambres, 26 en tenien tres, 36 en tenien quatre i 68 en tenien cinc o més. 112 habitatges disposaven pel capbaix d'una plaça de pàrquing. A 65 habitatges hi havia un automòbil i a 57 n'hi havia dos o més.

### Piràmide de població
La piràmide de població per edats i sexe el 2009 era:
| Homes | Edats   | Dones |
| ----- | ------- | ----- |
| 0     | 95 o +  | 0     |
| 4     | 90 a 94 | 4     |
| 0     | 85 a 89 | 0     |
| 4     | 80 a 84 | 0     |
| 20    | 75 a 79 | 8     |
| 0     | 70 a 74 | 16    |
| 12    | 65 a 69 | 4     |
| 0     | 60 a 64 | 4     |
| 4     | 55 a 59 | 8     |
| 24    | 50 a 54 | 20    |
| 16    | 45 a 49 | 8     |
| 0     | 40 a 44 | 0     |
| 20    | 35 a 39 | 16    |
| 16    | 30 a 34 | 12    |
| 28    | 25 a 29 | 8     |
| 0     | 20 a 24 | 12    |
| 12    | 15 a 19 | 8     |
| 12    | 10 a 14 | 16    |
| 20    | 5 a 9   | 12    |
| 8     | 0 a 4   | 8     |

## Economia
El 2007 la població en edat de treballar era de 204 persones, 143 eren actives i 61 eren inactives. De les 143 persones actives 131 estaven ocupades (74 homes i 57 dones) i 12 estaven aturades (4 homes i 8 dones). De les 61 persones inactives 24 estaven jubilades, 15 estaven estudiant i 22 estaven classificades com a «altres inactius».

### Ingressos
El 2009 a Balloy hi havia 131 unitats fiscals que integraven 331 persones, la mediana anual d'ingressos fiscals per persona era de 20.158 €.

### Activitats econòmiques
Dels 7 establiments que hi havia el 2007, 3 eren d'empreses extractives, 2 d'empreses de comerç i reparació d'automòbils, 1 d'una empresa de serveis i 1 d'una empresa classificada com a «altres activitats de serveis».
L'any 2000 a Balloy hi havia 5 explotacions agrícoles.

## Equipaments sanitaris i escolars
El 2009 hi havia una escola elemental integrada dins d'un grup escolar amb les comunes properes formant una escola dispersa.

## Poblacions més properes
El següent diagrama mostra les poblacions més properes.